# Piaski (Łuków)
Pour les articles homonymes, voir Piaski.
Piaski (prononciation [ˈpjaski]) est une localité de la gmina de Stanin, du powiat de Łuków, dans la voïvodie de Lublin, située dans l'est de la Pologne.
Elle se situe à environ 8 kilomètres au nord-ouest de Stanin (siège de la gmina), 17 kilomètres à l'ouest de Łuków (siège du powiat) et 82 kilomètres au nord de Lublin (capitale de la voïvodie).

## Administration
De 1975 à 1998, la localité est attachée administrativement à l'ancienne voïvodie de Siedlce.

Depuis 1999, elle fait partie de la nouvelle voïvodie de Lublin.